# Anisocentropus handschini
Anisocentropus handschini är en nattsländeart som beskrevs av Georg Ulmer 1951. Anisocentropus handschini ingår i släktet Anisocentropus och familjen Calamoceratidae. Inga underarter finns listade i Catalogue of Life.